# Kasteel Amstenrade
Kasteel Amstenrade is een 18e-eeuws kasteel en landgoed gelegen in de gelijknamige plaats Amstenrade in de Nederlands-Limburgse gemeente Beekdaelen.

## Geschiedenis

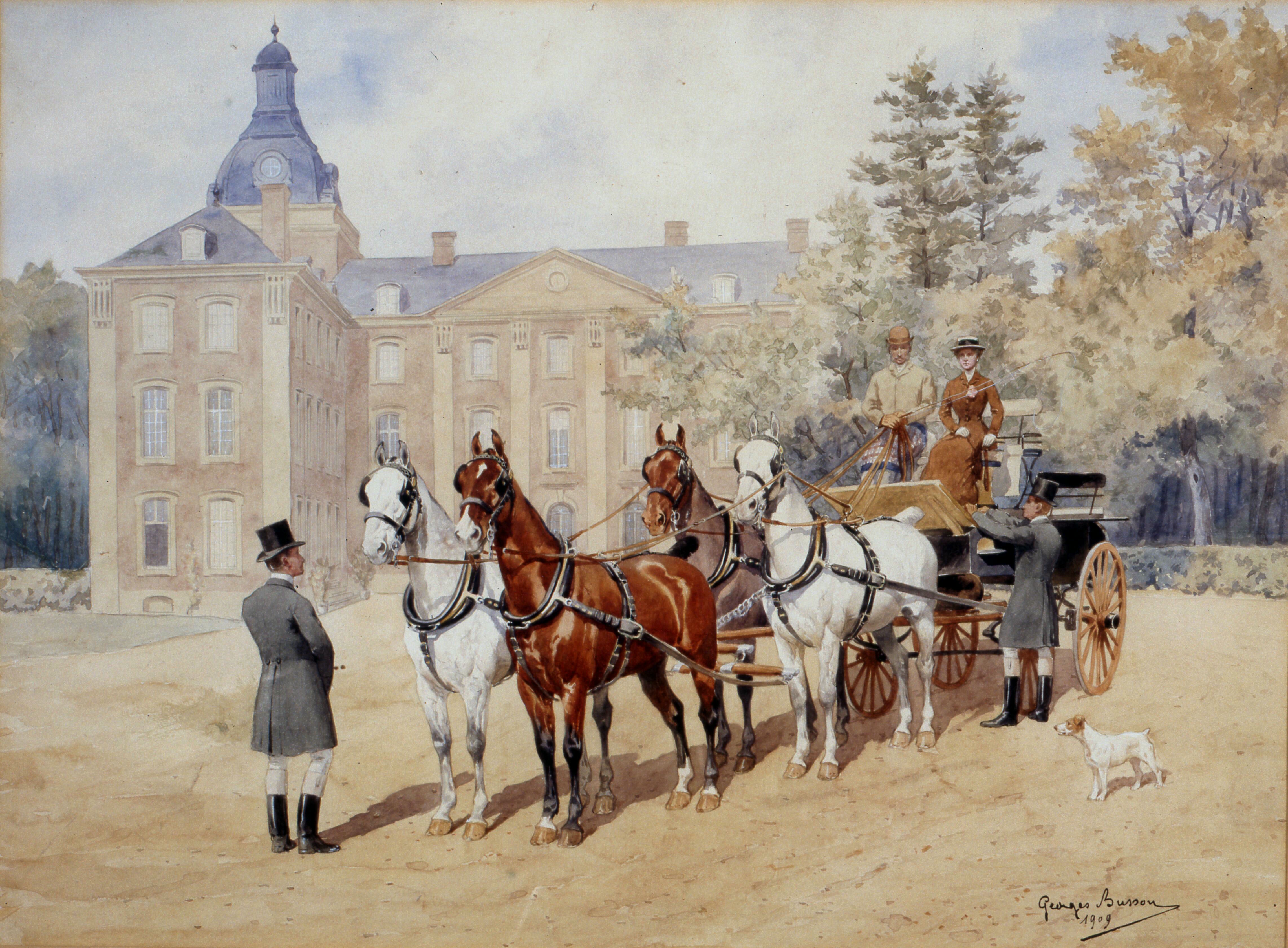
Arthur graaf de Marchant et d'Ansenbourg en zijn vrouw op een vierspan met kasteel Amstenrade op de achtergrond (aquarel G. Busson, 1909)

De eerste vermelding van Amstenrade dateert uit een akte uit 1271. In de late 12e en begin 13e eeuw is voor het eerst sprake van een burcht van de Heren Van Amstenraedt, vermoedelijk gesticht door het geslacht De Vrien. Het oorspronkelijke kasteel, gebouwd door Huyn van Amstenraedt, was een burcht met drie ronde torens en één vierkante toren. Van deze vierkante toren zijn nog restanten aanwezig in de huidige vierkante toren, gebouwd omstreeks 1609.
Vanaf 1350 kwam Amstenrade in bezit van de familie Huyn, waarvan Servaes Huyn, een Brabants leenman, als stamvader wordt aangeduid. Dit geslacht Huyn werd in de volgende eeuwen een machtige familie met veel aanzien in Limburg. Toen Filips II de schepenbank Oirsbeek, bestaande uit de dorpen Oirsbeek, Amstenrade, Bingelrade en Merkelbeek, en tevens de schepenbank Brunssum met de dorpen Schinveld en Jabeek, in 1557 tot heerlijkheden, behorende tot het graafschap Valkenburg, verhief, werden deze verpand aan Werner Huyn van Amstenrade. In 1654 volgde een verheffing tot graafschap, waarbij tevens de heerlijkheid Geleen samen met Spaubeek, met als zetel Sint Jansgeleen, werd toegevoegd. Het graafschap kreeg de naam Amstenrade en Geleen. Het geslacht Huyn vertakte zich in een Amstenraadse, Maastrichtse, Geleense en Voerendaalse lijn. In het midden van de 17e eeuw stierf het geslacht Huyn aan de mannelijke zijde uit en door huwelijk van Godefrieda Huyn kwam het graafschap in bezit van de graven van Salm. Door vererving kwam het kasteel daarna in eigendom van de prinsen De Ligne. Reinier Corten drossaard van Amstenrade en Geleen verbleef als rentmeester op het kasteel. De familie De Ligne verkocht het in 1779 aan de Luikse bankier Nicolaas Willems. Willems liet het verouderde kasteel slopen, waarbij de grachten werden gedempt, maar de vierkante toren bewaard bleef. Volgens oorspronkelijke plannen zou het nieuwe kasteel een U-vormig gebouw worden, maar door het ontbreken van voldoende gelden werd de oostelijke vleugel geschrapt. Nicolaas Willems, die ongehuwd was, overleed in 1788 en vermaakte zijn bezittingen aan een dochter van zijn zus, barones Victoire de Hayme de Bomal, gehuwd met graaf Claude de Marchant d’Amsembourg.
Het kasteel is tot de dag van vandaag nog steeds in bezit van de familie. Een bekende bewoner van het kasteel was Max graaf de Marchant et d'Ansembourg, fractieleider van de NSB in de Tweede Kamer en Commissaris der Provincie Limburg onder de bezetting. Zijn weduwe Myriam von Fürstenberg bewoonde het kasteel tot aan haar dood in 2006. Op 17 februari 2007 overleed de vorige eigenaar van het kasteel, Lambert graaf de Marchant et d'Ansembourg plotseling op 74-jarige leeftijd tijdens een korte vakantie in het buitenland. Zijn dochter, Leila van Lidth de Jeude-gravin de Marchant et d'Ansembourg (geboren 1976), is de huidige eigenares.

## Eigenaren / bewoners
- Gerard Huyn van Amstenrade (± 1430-± 1510)
- Casper Huyn van Amstenrade trouwde in 1470 met Huberta van Masschereil
- Casper Huyn van Amstenrade (-1541) trouwde met Maria van Reuschenberg
- Werner Huyn van Amstenrade (1550-1621), heer van Amstenrade. Hij trouwde met Lyfart van Lerode.
- Maria Margaretha Huyn van Amstenrade, vrouwe van Oirsbeek en Brunssum, dochter van Werner Huyn van Amstenrade (1550-1621). Zij trouwde in 1644 met Arnold V Wolfgang Huyn van Geleen
- graaf Arnold V Wolfgang Huyn van Geleen (1620-1668) door huwelijk
- gravin Godefrida Agneta Maria Ignatia Huyn van Geleen (1645-1667) dochter van Arnold V Wolfgang Huyn van Geleen en Maria Margaretha Huyn van Amstenrade. Zij trouwde in 1665 met Karel (Carl) Theodoor Otto van Salm (1645-1710)
- Karel Theodoor Otto van Salm,[2] vorst van Salm-Salm, wild- en Rijngraaf van Salm-Mörchingen en Salm-Kyrburg en heer van Anholt (1645-1710). Hij was de zoon van Leopold Philips Karel van Salm, vorst van Salm-Salm (1610-1663) en Maria Anna van Bronckhorst-Batenburg (1624-1661), op haar beurt een dochter van Dirk van Bronckhorst-Batenburg (1578-1649). Karel werd eigenaar door zijn huwelijk in 1665 met Godefrida Agneta Maria Ignatia Huyn van Geleen. Hij hertrouwde op 20 maart 1671 met Louise Maria van Palts-Simmern[3] (1647-1679).
- Lodewijk Otto van Salm,[4] vorst van Salm-Salm (1674-1738) trouwde in 1700 met Albertina Johanna Francisca van Nassau-Hadamar (1679-1716). Zij was een dochter van Maurits Hendrik,[5] vorst van Nassau-Hadamar (1626-1679) en Anna Louise van Manderscheid-Blankenheim (1654-1692)
- Claude Lamoral II van Ligne trouwde in 1721 met Elisabeth Alexandra van Salm (1704-1739), dochter van Lodewijk Otto van Salm en Albertina van Nassau-Hadamar
- Karel Jozef Lamoraal van Ligne (1735-1814) verkocht het Kasteel Amstenrade in 1779 aan Nicolas Michelszn Willems, zoon van de handelaar en bankier Michel Willems (1695-1775; o.a. bouwheer van Hôtel d'Ansembourg in Luik) en Maria Margaretha de Hayme
- Nicolas Michelszn Willems (1722-1788) liet het na aan zijn nicht Marie Victoire de Hayme de Bomal (1751-1806), een dochter van zijn zuster Marie Anne Michaelsdr Willems (1723-1779) en zijn neef Jean Baptiste de Hayme de Bomal (1724-1790)
- Claude Romain graaf de Marchant et d'Ansembourg (1745-1789) eigenaar door huwelijk in 1779 met Marie Victoire de Hayme de Bomal (1751-1806)
- Jean Baptiste Ferdinand Joseph graaf de Marchant et d'Ansembourg (1782-1854)
- Laurent Michiel François Guillaume Marie Oscar graaf de Marchant et d'Ansembourg, heer van Neuburg, Puth en Amstenrade (1811-1883)
- Iwan graaf de Marchant et d'Ansembourg, heer van Neubourg, Hardenberg en Horst (1850-1915)
- Max graaf de Marchant et d'Ansembourg (1894-1975) trouwde in 1930 met Myriam von Fürstenberg (1908-2006; vanaf 1975 kasteelvrouwe)
- Lambert graaf de Marchant et d'Ansembourg (1932-2007)
- Leïla gravin de Marchant et d'Ansembourg (1976), gehuwd met Henri van Lidth de Jeude (1973)

## Beschrijving van het kasteel
Het huidige kasteel is gebouwd in een tegen het neoclassicisme aanleunende variant van de barokarchitectuur, en is daarmee een belangrijk voorbeeld van de barokarchitectuur in het prinsbisdom Luik. Het kasteel is in de periode 1781-1784 met veel fantasie en grandeur gebouwd naar een ontwerp van de Luikse architect Barthélemy Digneffe en heeft een L-vormig grondplan bestaande uit twee onderkelderde drielaagse vleugels. Op het buitenhoekpunt bevindt zich een oudere hoektoren uit omstreeks 1609, die tevens de verbinding vormt van de beide vleugels. De toren draagt een klokvormig dak, bekroond met een koepeltje en een piron. De okergeel geschilderde bakstenen gevels zijn voorzien van mergelstenen pilasters. De toegang tot het hoofdgebouw aan de achterzijde van het kasteel is via een, later toegevoegd, bordes met trap. Dit hoofdgebouw is zowel aan de voorzijde als aan de achterzijde voorzien van een fronton, ingewerkt in het dak.

## Omgeving kasteel
Rond het kasteel ligt een 11 ha groot kasteelpark met een grote variëteit aan bomen. Het is omstreeks 1815 in Engelse landschapsstijl aangelegd naar een ontwerp van G. Duckers en M.F. Weybe. In de eerste helft van de 19e eeuw was Jean Gindra hier enige tijd als tuinman/parkbeheerder werkzaam. In het park ligt een, mogelijk tussen 1815 en 1826 gebouwde folly, een kunstmatige ruïne in de vorm van een deels ondergrondse koepelgrot. Aan weerszijden heeft de grot een tunnel, waarvan er een uitkomt onder een rotsbrug. Het kasteel met de omliggende landerijen heeft officieel de status van landgoed, wat voor de eigenaren bepaalde belastingvoordelen meebrengt.
Bij het kasteel ligt een neoclassicistische oranjerie gebouwd in de periode 1814-1825 naar een ontwerp van C. Schäfer. Verder ligt er een koetshuis uit 1784-1788, uitgebreid in 1836 en de rentmeesterwoning De Streek uit 1856, een neoclassicistisch gebouw met mansardeschilddak.

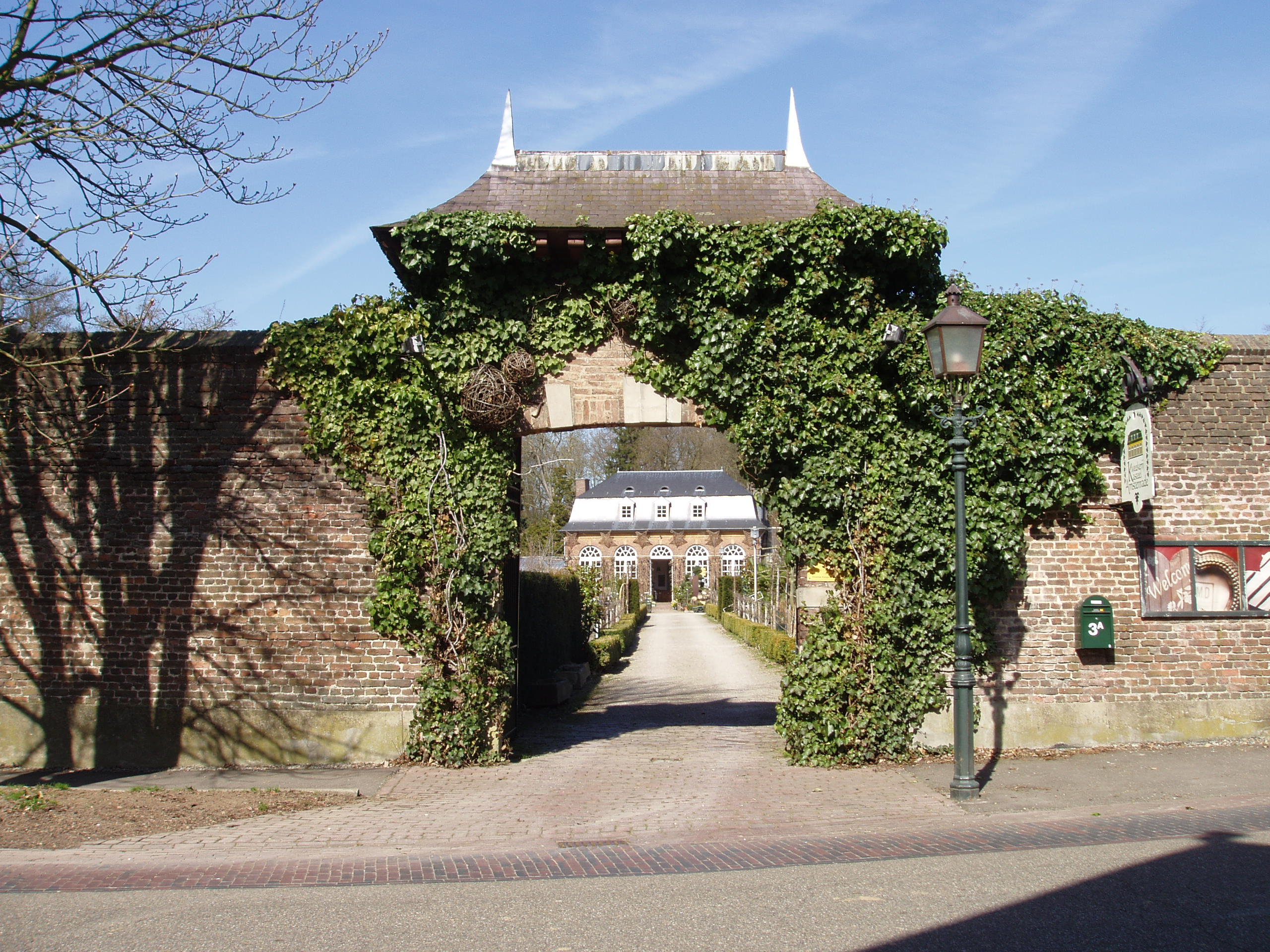
Zicht op tuin door poort
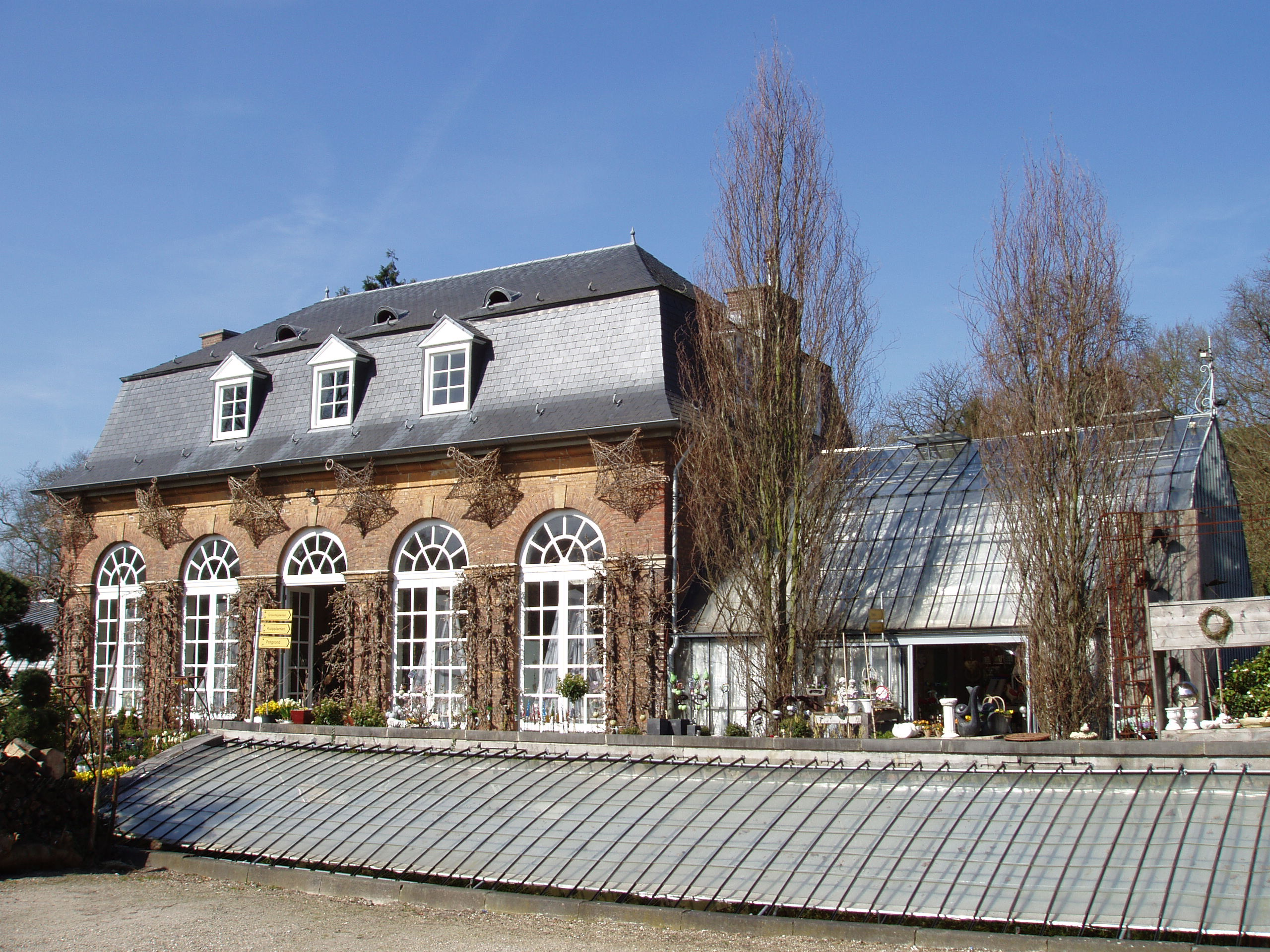
Oranjerie en oostelijke kas
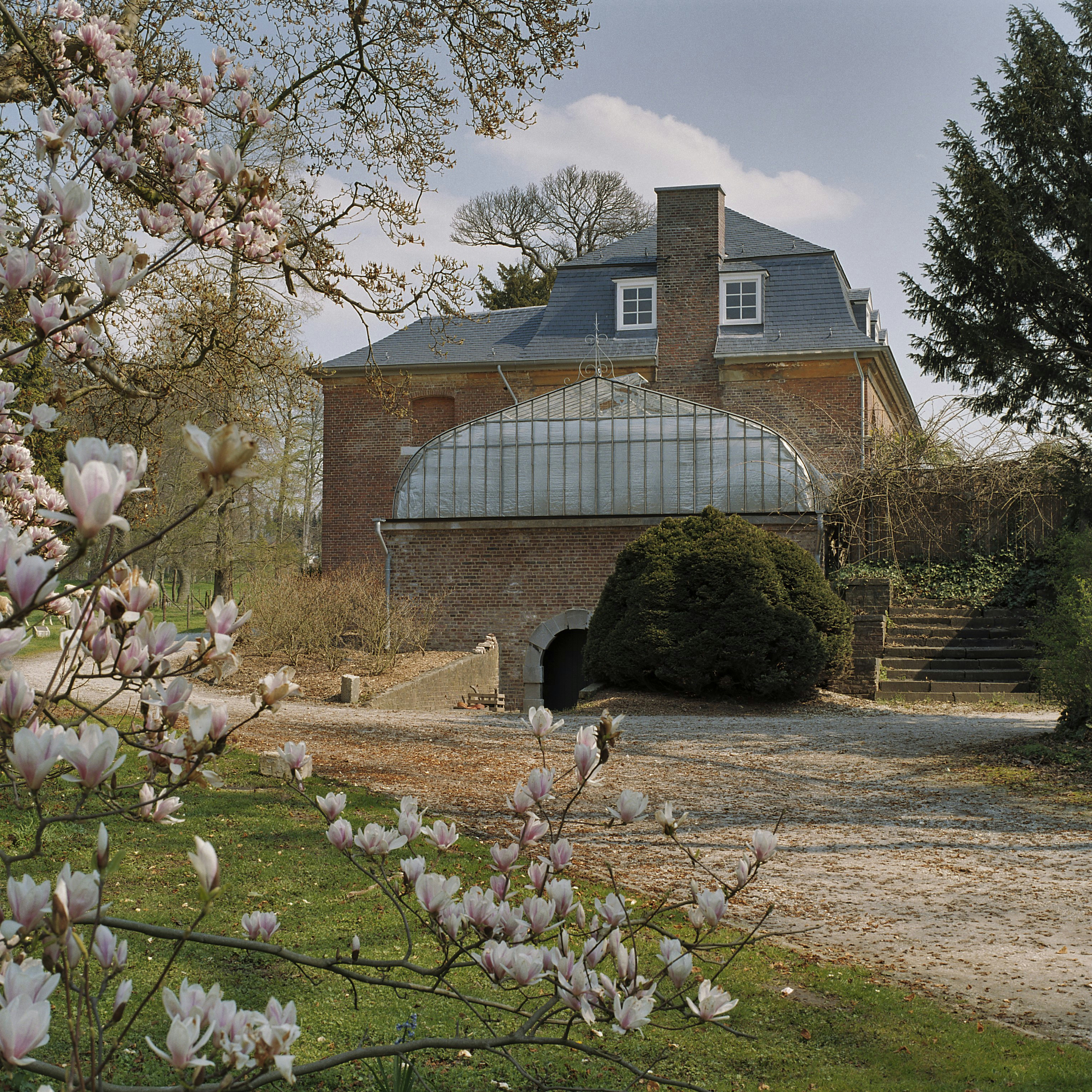
Tuin met westelijke kas
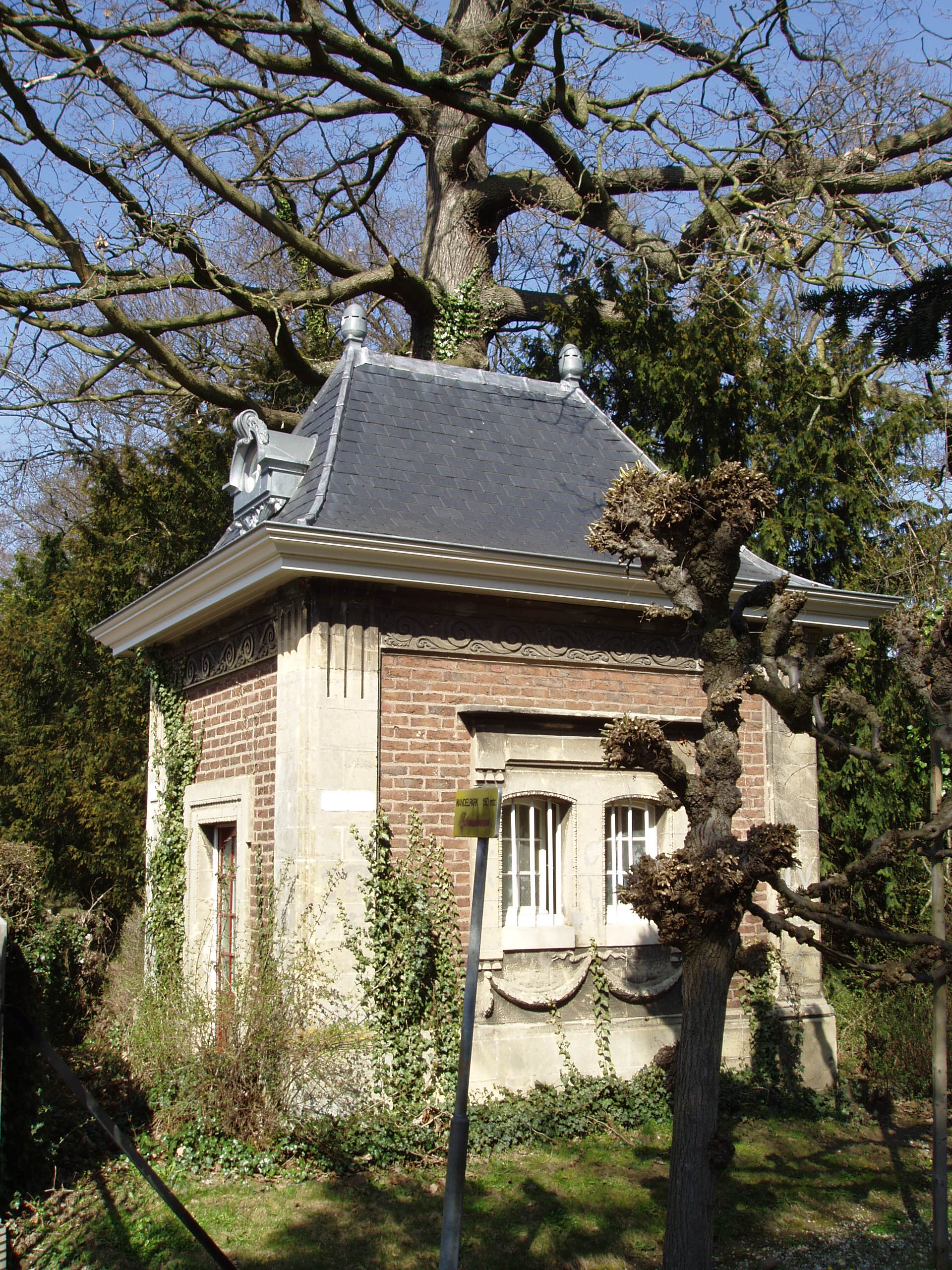
Theehuis

## Interieur
Het kasteelinterieur is rijk gedecoreerd door Luikse kunstenaars, voornamelijk in de aan het eind van de 18e eeuw populaire Lodewijk XVI- en empirestijlen. Er zijn pastorale wandschilderingen op linnen in de salon van de torenkamer van de hand van Pierre-Michel de Lovinfosse. In een slaapkamer met alkoof zijn Chinese taferelen op rijstpapier aangebracht, ontleend aan gravures van de Franse schilder François Boucher. Diverse vertrekken zijn in de periode 1806-1814 ingericht in empirestijl en zijn voorzien van stucreliëfs, vermoedelijk vervaardigd door François de Tombay. Het kasteel heeft een ronde eetkamer met een trompe l’oeil-koepel en een empireschouw uit 1808. De vestibule heeft een plafond van geprefabriceerde ornamenten van carton-pierre, aangebracht in de jaren 1920.
In het kasteel zijn nog een deel van de originele meubels aanwezig. Ook zijn er in het familiearchief tal van oude tekeningen en plattegronden van het kasteel en omgeving bewaard gebleven.

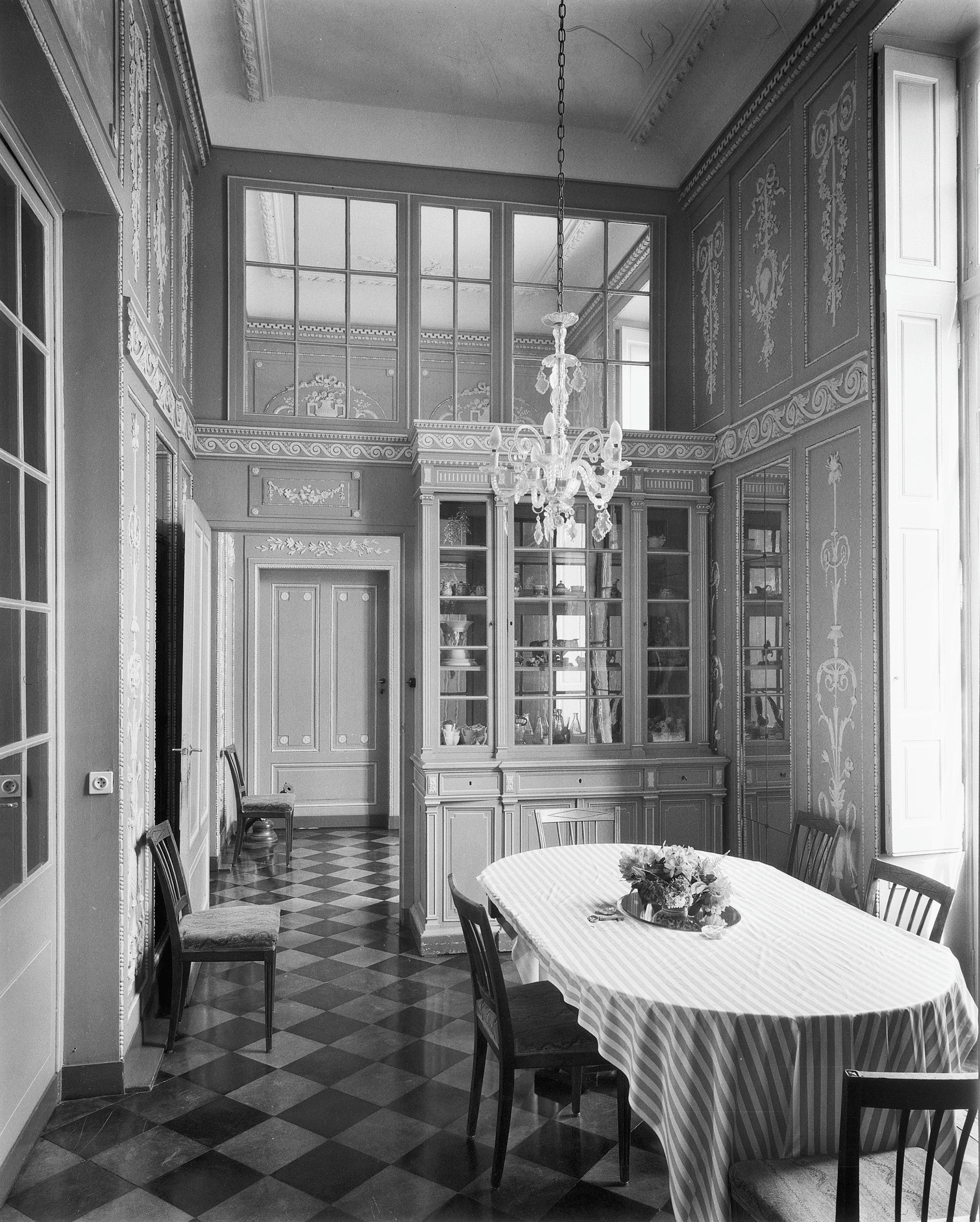
Hal zijvleugel
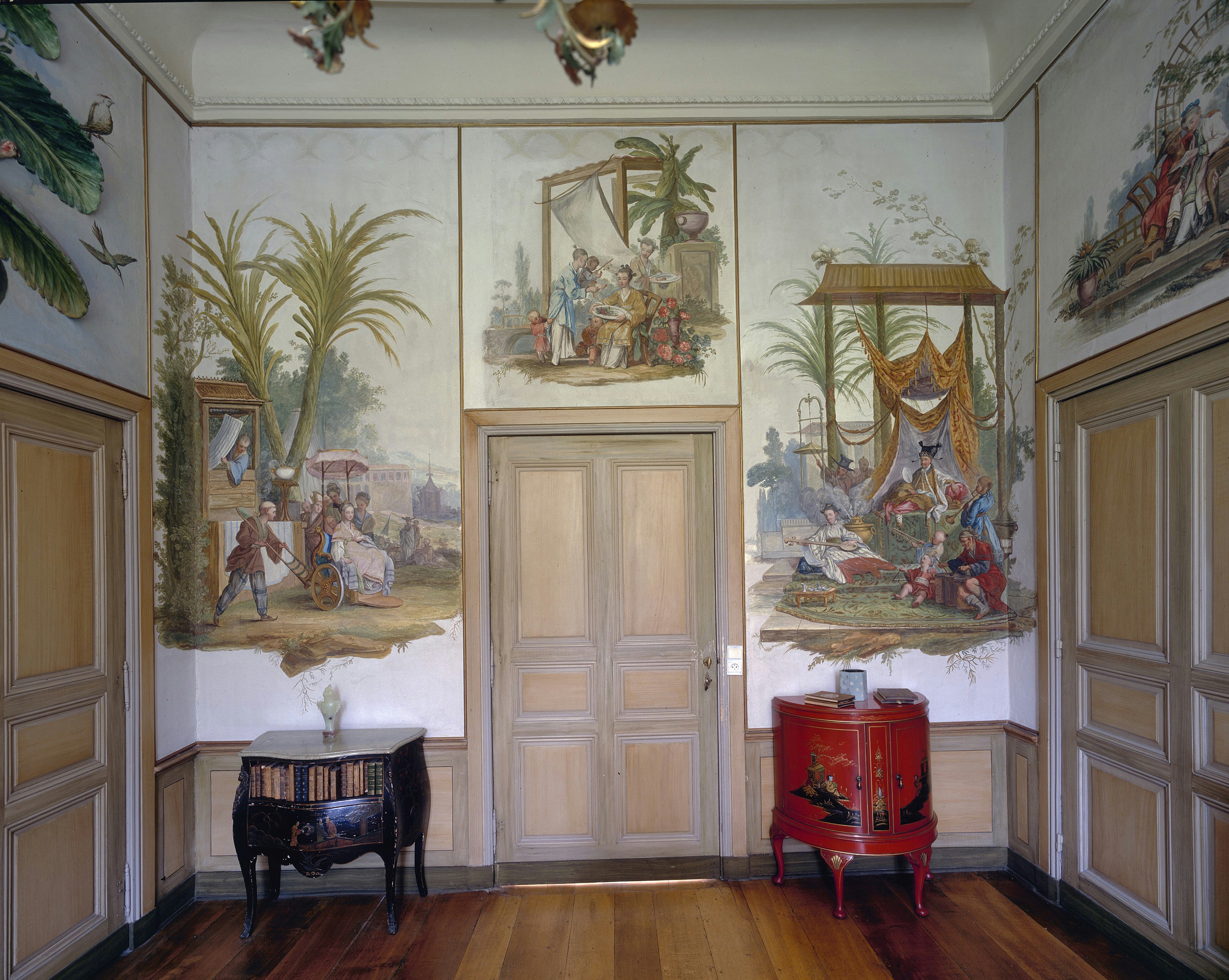
Chinese kamer
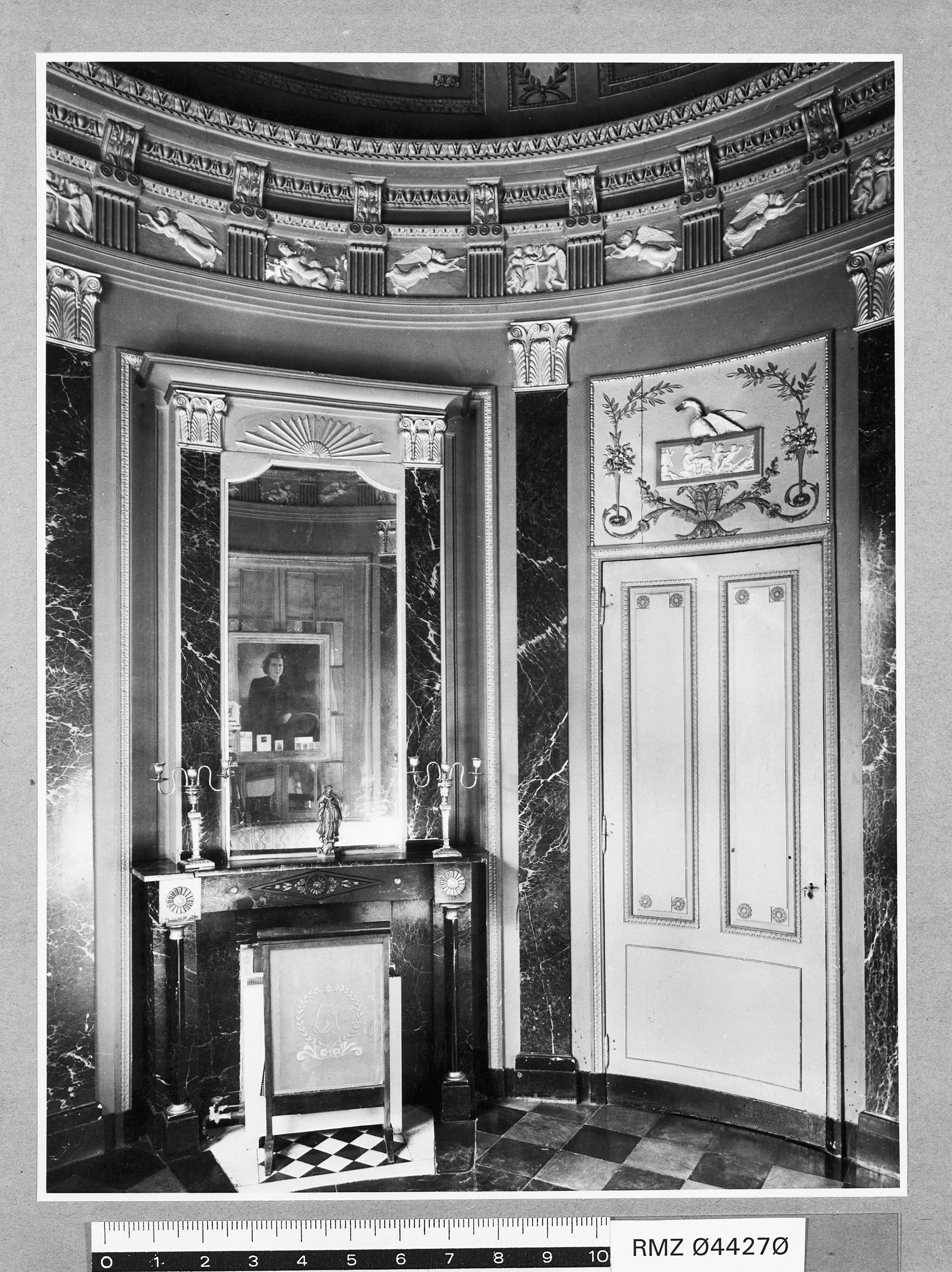
Koepelzaal in empirestijl
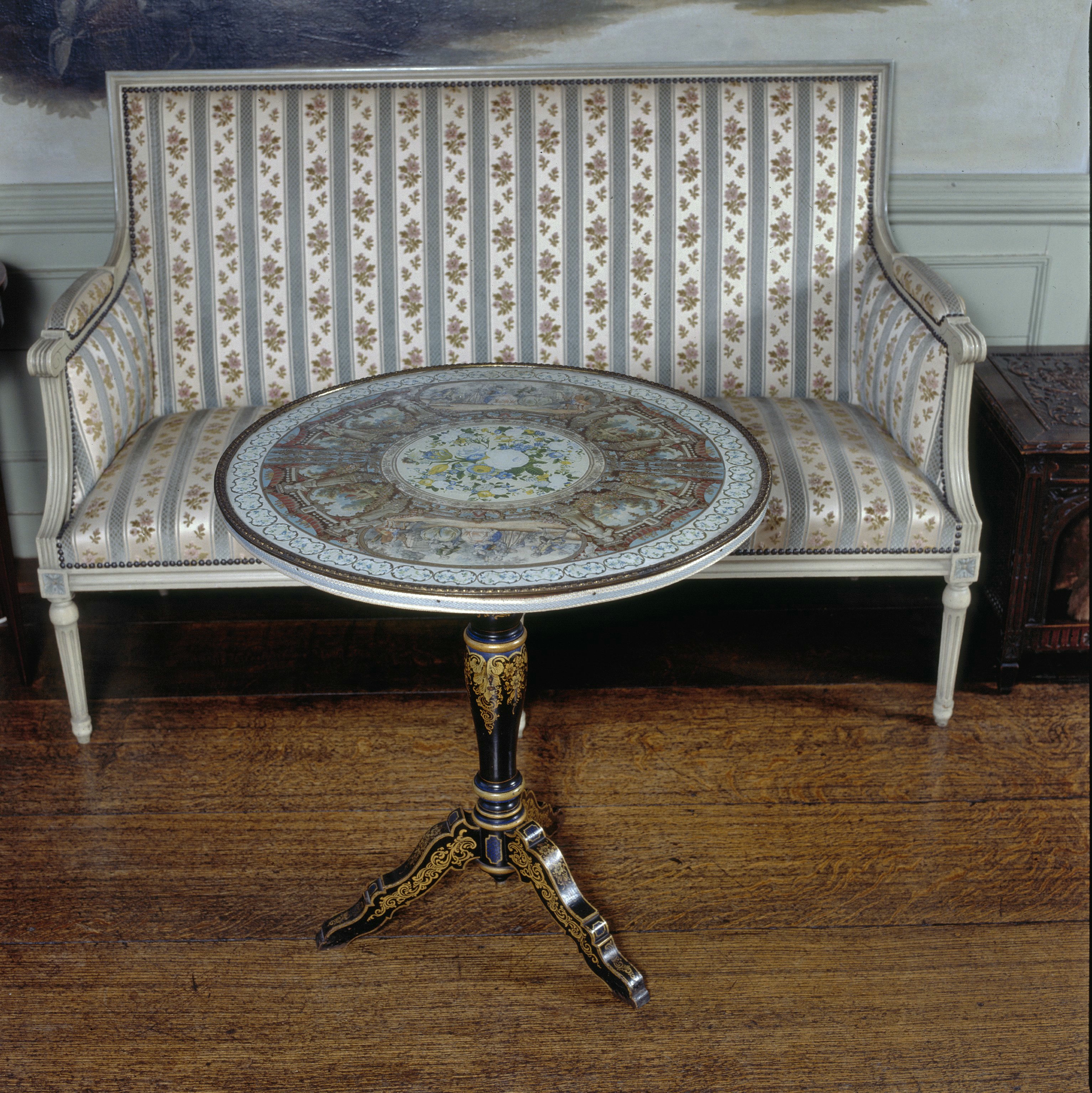
19e-eeuws meubilair